# Saint-Vaast-du-Val
Saint-Vaast-du-Val é uma comuna francesa na região administrativa da Normandia, no departamento de Sena Marítimo. Estende-se por uma área de 5,82 km². Em 2010 a comuna tinha 479 habitantes (densidade: 82,3 hab./km²).